# سازمان اسلامی افغانستان جوان
سازمان اسلامی افغانستان جوان یک حزب سیاسی در افغانستان به رهبری سید جواد حسینی است. ای حزب عضو کمیسیون مشورتی احزاب ملی و دموکراتیک و جبهه تفاهم ملی افغانستان بود. 